# Opération Hectic
 (avril 2024).
L'opération Hectic est une opération planifiée menée par les forces de sécurité rhodésiennes. Le plan est conçu comme une opération sous-jacente à l'opération Quartz, et est destiné à être utilisé pour assassiner Robert Mugabe et d'autres dirigeants de haut rang de l'union nationale africaine du Zimbabwe – Front patriotique (ZANU) à leur siège. L'opération est annulée trois heures avant son début.

## Contexte
La Rhodésie déclare unilatéralement son indépendance de l'Empire britannique sous le régime de la minorité blanche. La ZANU s'engage dans une guérilla armée contre le gouvernement rhodésien lors de la guerre du Bush en Rhodésie. À la suite de l'accord de Lancaster House, la Rhodésie revient sous contrôle britannique en 1979 sous le nom de Rhodésie du Sud afin que des élections libres (en) puissent avoir lieu au suffrage universel. Durant cette période, Mugabe survit à plusieurs tentatives d'assassinat. Les forces de sécurité rhodésiennes proposent l'Opération Hectic comme plan de secours au cas où la ZANU perdrait les élections et retournerait à la guérilla. Les forces de l'armée populaire révolutionnaire du Zimbabwe (ZIPRA) et du Zimbabwe African National Liberation Army (ZANLA) doivent se rassembler à des points désignés dans le cadre de l'Accord.

## Opération

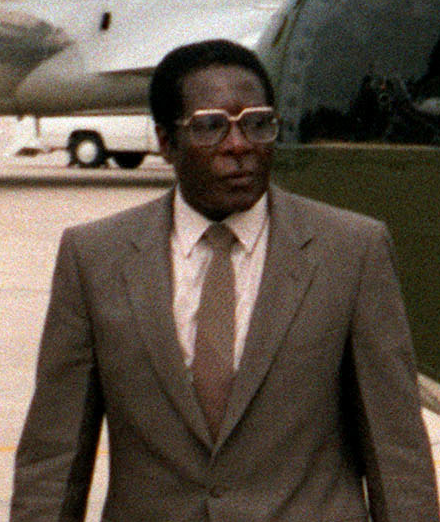
Mugabe, cible de l'opération.

Le plan de l'opération Hectic implique que le Rhodesian SAS emmène quatre des chars T-55 du Corps blindé rhodésien (en) au bâtiment des arts audiovisuels de l'Université de Rhodésie à Salisbury pour éliminer Mugabe et les dirigeants de la ZANU au cas où ils perdraient les élections. Les forces rhodésiennes sont appuyées par des hélicoptères des forces spéciales sud-africaines et de l'armée de l'air sud-africaine. Le plan serait justifié sur la base de fausses informations selon lesquelles des guérilleros de la ZANU attaqueraient des églises. Il est prévu d'opérer parallèlement à l'opération Quartz menée par l'infanterie légère rhodésienne et les Selous Scouts. Cependant, en tant que plan distinctif, il n'est pas planifié avec autant de détails que Quartz et les détails sont minces en raison de différends à ce sujet au sein des opérations combinées. Les opérations seraient initiées par le passage du mot de passe "Quartz". Cependant, l'opération est annulée trois heures avant son début en raison de la victoire de Mugabe aux élections.